# (618) Эльфрида
(618) Эльфрида (лат. Elfriede) — астероид главного пояса, который относится к спектральному классу C. Он был открыт 17 октября 1906 года немецким астрономом Карлом Лонертом в Гейдельбергской обсерватории. Этимология названия неизвестна.

Орбита астероида Эльфрида и его положение в Солнечной системе
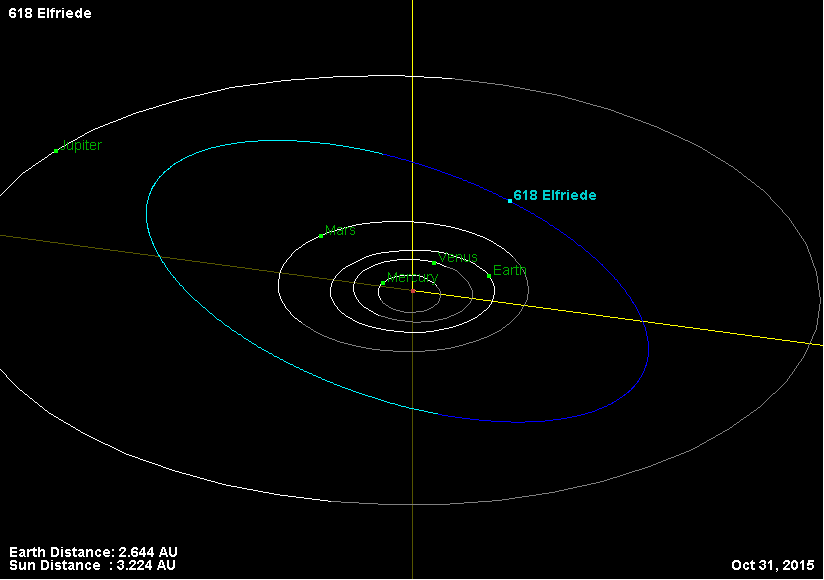
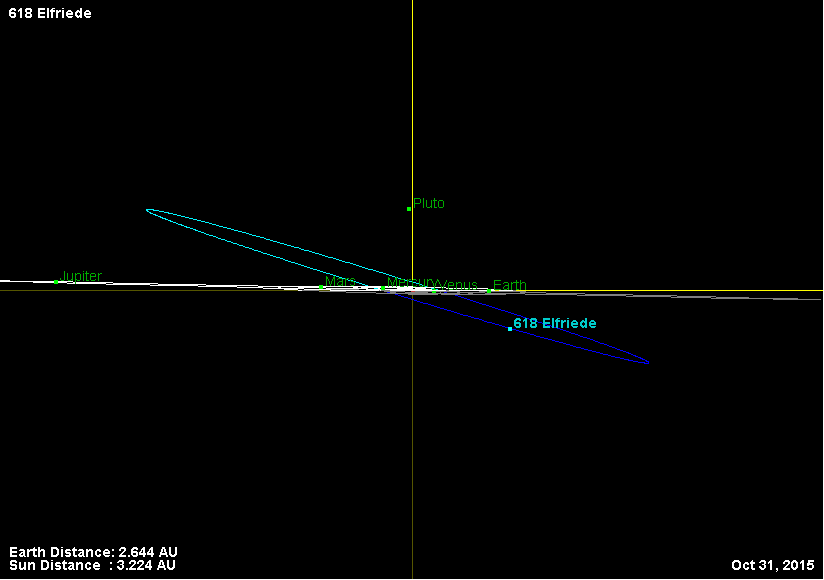

Фотометрические наблюдения, проведённые в 2008 году в обсерватории Palmer Divide, позволили получить кривые блеска этого тела, из которых следовало, что период вращения астероида вокруг своей оси равняется 14,85 ± 0,01 часам, с изменением блеска по мере вращения 0,12 ± 0,02 m.
24 июля 2013 года в некоторых районах Мексики и на юго-западе США можно было наблюдать покрытие астероидом звезды 2UCAC 23949304, которая имела яркость 12m звёздной величины.